# Ideoroncus divisus
Espèce
Ideoroncus divisus est une espèce de pseudoscorpions de la famille des Ideoroncidae.

## Distribution
Cette espèce est endémique du Brésil. Elle se rencontre au Rio Grande do Sul et au Santa Catarina,.

## Publication originale
- Mahnert, 1984 : Beitrag zu einer besseren Kenntnis der Ideoroncidae (Arachnida: Pseudoscorpiones), mit Beschreibung von sechs neuen Arten. Revue Suisse de Zoologie, vol. 91, no 3, p. 651-686 (texte intégral).